# Hottentotten-Goldmull
Der Hottentotten-Goldmull (Amblysomus hottentotus) ist eine Art der Goldmulle. Er kommt im südlichen Afrika vor, sein bekanntes Verbreitungsgebiet ist das größte der Vertreter der Kupfergoldmulle. Innerhalb der Art werden mehrere Unterarten unterschieden, die aber genetischen Untersuchungen zufolge auch kryptische Arten darstellen können. Die Tiere sind – wie die anderen Goldmulle auch – durch einen auffallend spindelförmigen Körper mit äußerlich nicht sichtbaren Ohren und Schwanz sowie durch die kräftigen Klauen der Vorderfüße gekennzeichnet. Im Vergleich zu den anderen Kupfergoldmullen weist der Hottentotten-Goldmull eine hohe innerartliche Variabilität auf. Seine bevorzugt bewohnten Habitate bestehen aus offenen Gras- und geschlossenen Waldlandschaften in Hoch- und Tieflagen, er verträgt aber auch gewisse Überprägungen durch den Menschen. Die Tiere leben einzelgängerisch und unterirdisch in weit ausgedehnten Tunnelsystemen, die sie territorial und aggressiv verteidigen. Zur Hauptnahrung gehören vor allem Wirbellose, die im Untergrund gesucht werden. Die Fortpflanzung findet ganzjährig statt. Insgesamt ist die Lebensweise des Hottentotten-Goldmulls gegenüber den anderen Angehörigen der Kupfergoldmulle relativ gut untersucht. Die wissenschaftliche Einführung der Art reicht in das Jahr 1829 zurück. Der Bestand wird als nicht bedroht eingestuft.

## Merkmale

### Habitus
Der Hottentotten-Goldmull zählt zu den mittelgroßen bis großen Vertretern der Goldmulle. Gemäß einer Untersuchung von 41 Individuen variiert die Kopf-Rumpf-Länge von 10,4 bis 13,5 cm, das Gewicht reicht von 37 bis 85 g. Ein Geschlechtsdimorphismus ist ausgeprägt, Männchen werden durchschnittlich etwas größer als Weibchen. Der Körper ist wie bei den anderen Goldmullen auch spindelförmig gestaltet und weist keine äußerlich sichtbaren Ohren beziehungsweise keinen Schwanz auf. Das Rückenfell kann von kastanienbraun mit rötlichem Einschlag über bräunlich-schwarz bis hin zu rötlich-schwarz gefärbt sein. Zu den Körperseiten geht die Fellfärbung in ein Rötlichbraun über. Die Unterseite ist zumeist hellbraun, rötlichbraun oder trüb-orange getönt. Teilweise läuft eine dunkelbraune Linie in der Mitte von der Kehle bis zum Bauch. Die Intensität der Rottönung des Fells ist sehr unterschiedlich in den einzelnen Populationen. Allerdings treten selten auch Albinos auf, die zimtfarben-braun oder schwach gelblich auf Rücken und Bauch gefärbt sind. Das Gesicht ist insgesamt heller gefärbt als der Rücken. Auf den Wangen kommt jeweils eine Reihe von gelbbraun-weißlichen oder gelborangen Flecken vor, die bis auf die Höhe der unter der Haut verborgenen Augen reichen, hinter der fleischigen Nase aber vereint sind. Die Gliedmaßen haben einen kurzen, kräftigen Bau. Die Hände verfügen über vier, die Füße über fünf Strahlen, die jeweils Krallen tragen. Aufgrund ihres massigen Baus besonders charakteristisch ist die Mittelkralle (Strahl III) der Hand. Diese besitzt eine Basisbreite von 4,3 bis 6,6 mm und eine Gesamtlänge von 13 bis 16 mm. Die Kralle des zweiten Fingers ist mit 6 bis 8 mm deutlich kürzer, die des ersten wird im Vergleich zu dieser nur halb so lang. Am vierten Finger besteht nur eine verkümmerte oder knopfartige Klaue. Der Hinterfuß zeigt oberhalb eine schwärzliche oder gelblich- bis rötlichbraune Tönung. Seine Länge schwankt von 12 bis 19 mm.

### Schädel- und Gebissmerkmale
Die größte Länge des Schädels beträgt 24,6 bis 27,7 mm, die größte Breite 15,1 bis 19 mm. Der äußerlich bekannte Geschlechtsdimorphismus findet sich auch in den Schädelmaßen wieder, ist da aber weniger deutlich ausgebildet. Im Vergleich zum Fynbos-Goldmull (Amblysomus corriae) ist der Schädel etwas breiter und kürzer, sodass die Breite des Schädels über 61 % der Länge einnimmt. Das Gaumenbein besitzt dadurch auch verhältnismäßig geringere Ausmaße. Das Gebiss umfasst insgesamt 36 Zähne, die Zahnformel lautet: {\displaystyle {\frac {3.1.3.2}{3.1.3.2}}}. Die Molaren sind durch drei Höckerchen auf der Kaufläche charakterisiert (tricuspid). Bei weniger als 2 % der untersuchten Tiere kommt ein dritter Molar vor, dessen Ausprägung je Kieferhälfte unterschiedlich ist. Er hat zumeist eine nur geringe Größe und kann entweder nagelartig geformt sein oder den anderen hinteren Backenzähnen ähneln, was aber abhängig vom Abkauungsgrad ist. Das Talonid der unteren Mahlzähne ist abweichend von Amblysomus meesteri gut entwickelt. Der vorderste Prämolar zeichnet sich durch eine zweihöckerige Gestalt (bicuspid oder sectorial) aus, wiederum im Untersichied zu Amblysomus meesteri, bei dem der Zahn eher molarenartig wirkt. Die Länge der oberen Zahnreihe vom Eckzahn bis zum zweiten Molar beträgt 6 bis 7,2 mm.

## Verbreitung

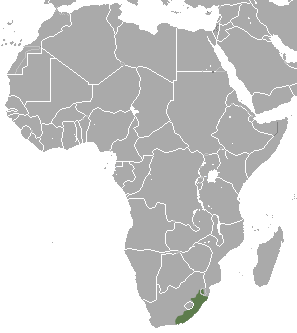
Verbreitungsgebiet (grün) des Hottentotten-Goldmulls

Der Hottentotten-Goldmull ist endemisch im südlichen Afrika verbreitet. Er kommt vor allem in den südafrikanischen Provinzen Ostkap, KwaZulu-Natal und im Süden von Mpumalanga vor. Ein einzelner Nachweis in den 1990er Jahren aus dem Nordwesten von Lesotho erwies sich später als ein fehlbestimmtes Exemplar von Sclaters Goldmull (Chlorotalpa sclateri), ein Vorkommen des Hottentotten-Goldmulls im äußersten Norden Lesothos kann aber nicht ausgeschlossen werden. Das Verbreitungsgebiet erstreckt sich über eine Fläche von rund 280.000 km² und umfasst überwiegend die Regionen der Küstenwälder und teilweise des Highveld, tangiert im Süden aber auch den Fynbos und die Karoo. Die Art besiedelt eine Vielzahl von Landschaftstypen, die von offenen Gras- über geschlossene Waldländer bis hin zu Marschgebieten reichen und sowohl Bergregionen bis in 3300 m Höhe als auch Tiefländer einschließen. Häufig können die Tiere in feuchten Böden in der Nähe von Flüssen und Dämmen beobachtet werden, sie finden sich aber auch in gewässerfernen Gegenden, sofern der Untergrund locker und nicht zu felsig ist. Teilweise treten sie darüber hinaus in Gärten, auf Golfplätzen und in anderen Kulturlandschaften auf. Die Populationsdichte in zuträglichen Habitaten kann bei bis zu 25 Individuen je Hektar liegen.

## Lebensweise

### Territorialverhalten
Der Hottentotten-Goldmull ist in Bezug auf die Lebensweise der am besten untersuchte Vertreter der Kupfergoldmulle. Er lebt einzelgängerisch und unterirdisch in selbst gegrabenen Bauen und Tunneln. Die Tiere graben mit ihren kräftigen Vorderklauen, die Hinterbeine werden in die Wand gestemmt oder schieben das lockere Erdreich zur Seite. Mit einem saltoartigen Dreh können sie die Position und Richtung wechseln, das Lockermaterial wird dann mit Hilfe des muskulösen Kopfes und der Schultern in Seitengänge oder an die Oberfläche geschoben. Dadurch entstehen an der Oberfläche neben den Eingängen teils deutlich sichtbare Erdhaufen. Es sind zwei unterschiedliche Formen von Bauen bekannt. Zur einen gehören Tunnel direkt unter der Oberfläche, die zur Nahrungssuche genutzt werden, zur anderen tiefer gelegene, die sich etwa 10 bis 50 cm unter der Erdoberfläche erstrecken und dem Rückzug dienen. Die einzelnen Tunnel haben einen Durchmesser von 4 bis 6 cm, abhängig von der Größe eines Individuums. Sie formen komplexe Gangsysteme, die nach Untersuchungen im Umdoni-Park zwischen 9,5 und 240 m lang sein können. Der tägliche Längenzuwachs der Gänge beträgt etwa 4 bis 12,4 m bei den oberflächennahen und bis zu 9 m bei den tiefer gelegenen, er ist abhängig von der Beschaffenheit des Untergrundes. In den tieferen Gängen sind einzelne runde Kammern von 15 bis 20 cm Durchmesser eingelassen, die ein Nest aus Blättern und Gräsern enthalten, das als Ruheplatz und zum Rückzug genutzt wird. Zusätzlich bestehen zwei oder drei Schlupflöcher oder Fluchtkammern, die in bis zu 94 cm Tiefe reichen und zu denen spiralförmige Gänge führen.
Die Tiere verteidigen ihr jeweiliges Tunnelsystem aktiv und aggressiv gegen Eindringlinge, was für ein ausgeprägtes Territorialverhalten spricht. Die Revierverteidigung findet sowohl gegen Vertreter des eigenen als auch des anderen Geschlechts statt und erfolgt durch Ringkämpfe mit den Vorderfüßen sowie durch Bisse in die Leistengegend. Begleitet wird sie mit hohen quiekenden Lautäußerungen. Allerdings besteht gegenüber Artgenossen auch ein gewisses Maß an Toleranz bei Überschneidungen der Territorien. Dominante Tiere übernehmen manchmal ein benachbartes Gangsystem und erweitern so ihr eigenes Revier. Gegenüber dem pflanzenfresserisch lebenden Afrikanischen Graumull zeigt der Hottentotten-Goldmull keine Aggressivität, beide bewohnen unter Umständen die gleichen Baue, was die individuellen Kosten beim Anlegen der Gänge senkt. In den Drakensbergen in der Provinz KwaZulu-Natal verbinden sich die unterirdischen Gänge des Hottentotten-Goldmulls teilweise mit denen von Sloggetts Lamellenzahnratte.
Der Hottentotten-Goldmull ist sowohl am Tag als auch in der Nacht aktiv. Dabei wechseln sich Phasen von hoher Aktivität, die durchschnittlich 2 Stunden und 20 Minuten anhalten, mit solchen der Ruhe von 3 bis 5 Stunden Dauer ab. Die Hauptphasen der Aktivität liegen in der Dämmerung und um Mitternacht. Der Grad der Aktivität ist abhängig von der Umgebungstemperatur des Bodens, die zwischen 0,8 und 32 °C im Jahr schwankt. Optimale Bedingungen herrschen bei etwa 23 bis 33 °C, was in etwa dem thermoneutralen Bereich des Hottentotten-Goldmulls entspricht. Untersuchungen von Tieren über eine Dauer von 14 Tagen zufolge sind diese in diesem Zeitraum zu rund 30 % aktiv. Bei Temperaturen unter 15 °C oder oberhalb von 30 °C verfallen die Tiere in einen Torpor verbunden mit einem Absinken der Körpertemperatur und der Verringerung der Stoffwechselrate. Der Torpor kann mehrere Tage anhalten, in kühleren Zeitabschnitten sinkt die Temperatur auf knapp 2 °C über der Umgebungstemperatur. Die tiefste gemessene Körpertemperatur liegt bei etwa 8,6 °C. Untersuchungen zufolge sind die Starrephasen individuell und teils opportunistisch verteilt und nicht hauptsächlich an besonders kühle Jahresabschnitte gebunden. Während des Torpors verlieren die Tiere deutlich weniger an Gewicht als während einer entsprechenden Wachphase, möglicherweise hängt dieses Verhalten mit einer Kostenersparnis zusammen, da eine unterirdisch grabende Lebensweise extrem energieaufwendig ist.

### Ernährung
Der Hottentotten-Goldmull ernährt sich fleisch- und insektenfresserisch. Seine Hauptnahrung besteht aus bodengrabenden Wirbellosen. Dabei überwiegen nach Untersuchungen von Mageninhalten in KwaZulu-Natal Regenwürmer mit einem Anteil von 97 %, der Rest besteht aus Larven von Blatthornkäfern, Schnecken, Nacktschnecken, Grillen und Spinnen sowie feinem pflanzlichen Material. Bei in Gefangenschaft gehaltenen Tieren wurde beobachtet, dass diese eine Nahrungsmenge von bis zu 90 % des eigenen Körpergewichts verzehren konnten, bei freilebenden Tieren ist die Menge an aufgenommener Nahrung aber stark abhängig von der Umgebungstemperatur. Die Beute wird eher durch Berührung und Vibration als über den Geruchssinn aufgespürt.

### Fortpflanzung
Die Fortpflanzung erfolgt ganzjährig, es besteht jedoch ein Maximum im Sommer, der durchschnittlich feuchter und wärmer ist. Weibchen sind daher polyöstrisch, Männchen produzieren kontinuierlich Sperma. Wahrscheinlich führt das eher ausgeglichene Klima in den Gangsystemen dazu, dass die Tiere unabhängig von den Jahreszeiten reproduktiv aktiv bleiben. Das Paarungsverhalten schließt tschilpende Rufe, Fußtrampeln und auf- und abwärtsführende Kopfbewegungen beim Männchen sowie raspelnde und quietschende Lautäußerungen beim Weibchen ein. Ein Wurf besteht aus einem bis drei Jungtieren, der Durchschnitt liegt bei 1,9. Die Neugeborenen haben eine Gesamtlänge von 47 mm und wiegen etwa 4,5 g. Sie kommen als Nesthocker zur Welt und sind haarlos. Das Rückenfell bildet sich erst ab einer Kopf-Rumpf-Länge von 72 mm und einem Gewicht von 17 g, der Bauch bleibt bis zu diesem Zeitpunkt nackt. Das Fell dort entwickelt sich ab einer Körperlänge von rund 80 mm und einem Gewicht von 27 g. Ab einem Gewicht von 35 bis 40 g verlassen die Jungtiere das mütterliche Nest.

### Fressfeinde und Parasiten
Zu den Fressfeinden gehören Schlangen, Eulen, der Weißstorch, Ottern, Ginsterkatzen, Mangusten und Schakale. Zudem werden einzelne Tiere auch von Haushunden und Hauskatzen erbeutet, allerdings nicht gefressen. Über Parasiten liegen bisher keine Informationen vor.

## Systematik
Der Hottentotten-Goldmull ist eine Art aus der Gattung der Kupfergoldmulle (Amblysomus), die mit insgesamt sechs Mitgliedern die variantenreichste Gruppe innerhalb der Familie der Goldmulle (Chrysochloridae) bilden. Die Goldmulle sind eine endemisch in Afrika verbreitete Gruppe kleiner, bodengrabender Säugetiere aus der Überordnung der Afrotheria. Sie kommen vor allem im südlichen Afrika vor, einige wenige Arten bewohnen darüber hinaus auch Teile des östlichen oder zentralen Afrikas. Die Habitate der einzelnen Arten sind in Folge der stark spezialisierten Lebensweise mit wenigen Ausnahmen eng umrissen. Es können innerhalb der Goldmulle zwei ökologische Gruppen unterschieden werden. Die eine umfasst Formen trockener bis teils halbwüstenartiger Regionen, wie etwa den Wüstengoldmull (Eremitalpa) oder die Kapgoldmulle (Chrysochloris). Zur zweiten Gruppe gehören Bewohner von offenen Gras- und Savannenlandschaften sowie von Wäldern, beispielsweise die Kupfergoldmulle, die Riesengoldmulle (Chrysospalax) oder Arends’ Goldmull (Carpitalpa). Mehr oder weniger ungeklärt ist bisher die innere Gliederung der Familie. Häufig werden zwei oder drei Unterfamilien unterschieden, wobei der Bau des Hammers im Mittelohr als Merkmal dient: Die Amblysominae verfügen über einen normal gebauten Malleus, bei den Chrysochlorinae hat dieser einen stark verlängerten Kopf, während der Malleus bei den Eremitalpinae kugelig aufgebläht ist. Einige Autoren vereinen die beiden letztgenannten aber auch zu einer Unterfamilie, den Chrysochlorinae. Diese auf skelettanatomischen Unterschieden beruhende Untergliederung der Goldmulle ist durch genetische Befunde bisher nicht vollständig nachvollziehbar. Molekulargenetischen Untersuchen zufolge bilden aber Neamblysomus und Carpitalpa die nächsten Verwandten von Amblysomus.
Innerhalb der Populationen zeigt der Hottentotten-Goldmull auffallende Variationen bezüglich der Körpergröße und der Fellzeichnung. Es sind gegenwärtig vier Unterarten anerkannt:
- A. h. hottentotus A. Smith, 1829; Ostkap von Van Staden's River im Süden zum Great Fish River im Norden, um die Elandsberge, Winterhoekberge, Suurberge und Winterberge; in der Körpergröße intermediär zwischen A. h. longiceps und A. h. iris, das Flügelbein ist schmaler als bei A. h. pondoliae (unter 28 % der größten Breite des Gaumenbeins).
- A. h. iris Thomas & Schwann, 1905; Zululand vom Umdloti River nordostwärts zum St.-Lucia-See und Cape Vidal; Rückenfell dunkler, rötlich-schwarz zu dunkelbraun mit variablem rötlichbraunen Einschlag an den Seiten und am Bauch; kleinste Unterart mit einer Kopf-Rumpf-Länge von 10,7 bis 12,5 cm; Krallen grazil mit einer Basisbreite der Kralle des dritten Fingers unter 5,5 mm, Unterkieferkörper schmaler als bei A. h. pondoliae (unter 60 % der Breite des Gaumenbeins).
- A. h. longiceps Broom, 1907; im Innern von KwaZulu-Natal von Underberg im Süden bis nach Van Reenen im Norden, tritt bei Harrismith und Clarens auch im Freistaat auf; gelegentliche Sichtungen in Eswatini geht wohl auf den Highveld-Goldmull (Amblysomus septentrionalis) zurück; größte Unterart mit einer Kopf-Rumpf-Länge von 12 bis 14,1 cm und damit ähnlich groß wie der Highveld- und der Robuste Goldmull (Amblysomus robustus), von denen er sich anhand von Schädelmaßen unterscheiden lässt; Krallen grazil mit einer Basisbreite der Kralle des dritten Fingers über 6 mm, Unterkieferkörper weiter als bei A. h. pondoliae (über 65 % der Breite des Gaumenbeins).
- A. h. pondoliae Thomas & Schwann, 1905; vom Great Fish River in Ostkap nordwärts bis zum Umdloti River bei Durban in KwaZulu-Natal, am Fuß der Drakensberge um Elliot und Nqanqarhu, wo die Unterart dann von A. h. longiceps abgelöst wird; zweitgrößte Unterart; Unterkieferkörper etwa 60 bis 64 % der Breite des Gaumenbeins.

Die Population bei Graskop und Mariepskop an den Drakensbergen, deren Verbreitung südlich bis zum White River reicht, wurde im Jahr 2000 von Gary N. Bronner mit A. h. meesteri als Unterart des Hottentotten-Goldmulls eingeführt. Die Tiere sind ähnlich groß wie die Vertreter von A. h. pondoliae, unterscheiden sich von diesen aber durch die rötlichbraune Fellfärbung mit einem rötlichschwarzen Fleckenband auf der Rückenmitte. Die Form gilt seit dem Jahr 2023 als eigenständige Art.
Teilweise wurden bis zum Ende des 20. Jahrhunderts auch der Highveld-Goldmull, Marleys Goldmull (Amblysomus marleyi) und in Teilen auch der Fynbos-Goldmull (Amblysomus corriae) als Unterarten geführt, während A. h. iris wiederum als eigenständige Art galt und die Bezeichnung „Zulu-Goldmull“ trug. Erst Mitte der 1990er Jahre konnten genetische und morphometrische Untersuchungen deutliche Unterschiede aufzeigen. So werden der Hottentotten-Goldmull, der Fynbos-Goldmull und Marleys Goldmull durch einen 30-paarigen Chromosomensatz charakterisiert, unterscheiden sich aber morphometrisch deutlich. Der Highveld-Goldmull dagegen besitzt 34 und der Robuste Goldmull 36 Chromosomenpaare. Gary N. Bronner arrangierte daher die systematische Artgliederung der Kupfergoldmulle neu, welche bis heute weitgehend anerkannt ist. Dem Hottentotten-Goldmull wies er im gleichen Zuge vier Unterarten zu, stellte aber im Jahr 2000 mit A. h. meesteri eine fünfte auf. Weitere genetische Untersuchungen zeigten, dass zwischen A. h. meesteri und den anderen Unterarten des Hottentotten-Goldmulls Unterschiede in der Telomerstruktur der Chromosomen bestehen. Demnach sollte A. h. meesteri eigentlich eine eigenständige Art repräsentieren. Neuere molekulargenetische Analysen aus den Jahren 2015 und 2019 bestätigten dies, sie lassen aber auch annehmen, dass die anderen Unterarten ebenfalls unabhängige Arten darstellen könnten. Darüber hinaus erkennt sie A. h. natalensis als mögliche weitere zu unterscheidende Form an. Diese ist in der Umgebung von Durban verbreitet und wurde 1946 von Austin Roberts beschrieben. Bisher galt sie als synonym zu A. h. pondoliae, den genetischen Daten zufolge ist sie aber näher mit A. h. iris verbunden. Zusätzlich müsste noch eine bisher unbenannte Population bei Mthatha in einen eigenständigen taxonomischen Status erhoben werden. Über deren genaue Verwandtschaft ist die gegenwärtige genetische Datenlage nicht eindeutig, da sowohl Beziehungen zu A. h. pondoliae als auch zu A. h. longiceps bestehen. Der Hottentotten-Goldmull wäre nach diesen Studien nicht als monophyletisch anzusehen und schließt somit mehrere kryptische Arten ein. Für die artliche Eigenständigkeit zumindest von A. h. meesteri und A. h. longiceps sprach sich auch eine vorläufige Untersuchung aus dem Jahr 2018 aus, erstere Form wurde im Jahr 2023 in den Artstatus gehoben. Die Herausbildung der einzelnen Formen geht mit den dramatischen Klimaveränderungen während des Pliozäns und Pleistozäns und der gleichzeitigen Heraushebung des Great Escarpment einher und begann vor rund 5 bis 3 Millionen Jahren.
Die wissenschaftliche Erstbeschreibung des Hottentotten-Goldmulls erfolgte durch Andrew Smith im Jahr 1829 unter der Bezeichnung Chrysochloris hottentotus. Smith nutzte dafür ausgewachsene und junge Individuen aus den Interior parts of South Africa („Inneren Bereiche von Südafrika“), wobei Austin Roberts im Jahr 1951 Grahamstown in der Provinz Ostkap als Typuslokalität festlegte.

## Gefährdung und Schutz
Der Hottentotten-Goldmull ist weit verbreitet und anpassungsfähig an gewisse Landschaftsveränderungen, ein Rückgang des Bestandes wurde bisher nicht verzeichnet. Größere Bedrohungen sind nicht bekannt, lokal kann es zur Verfolgung oder Vergiftung durch Landbesitzer kommen, teilweise werden Tiere auch durch Haushunde und Hauskatzen erlegt. Die IUCN stuft daher die Art als „nicht bedroht“ (least concern) ein. Sie ist in mehreren Naturschutzgebieten präsent.